# Abaza
Abaza (Russisch: Абаза) is een stad in de Russische autonome republiek Chakassië. De stad ligt aan de rivier de Abakan, 144 km ten zuiden van Abakan.
Abaza werd gesticht in 1856, verkreeg de status 'nederzetting met stedelijk karakter' in 1957 en de stadsstatus in 1966.
De stad ligt vlak bij belangrijke ijzererts-afzettingen; de mijnbouw is nog steeds belangrijk voor de lokale economie.
Abaza is aangesloten op het spoornet.
| 1959   | 1970   | 1979   | 1989   | 2002   |
| ------ | ------ | ------ | ------ | ------ |
| 11.600 | 15.200 | 15.800 | 17.630 | 18.052 |

Bestuurlijk centrum: Abakan

Abaza · Sajanogorsk · Sorsk · Tsjernogorsk